# 里莫茨
里莫茨，是匈牙利诺格拉德州所辖的一个村。总面积29.26平方公里，总人口1807，人口密度61.8人/平方公里（2011年1月1日）。